# Iwai Akira
Iwai Akira (japanisch 岩井 章; geboren 25. April 1922 in Matsumoto (Präfektur Nagano); gestorben 18. Februar 1997 in Atami (Präfektur Shizuoka)) war ein japanischer Gewerkschaftsfunktionär.

## Leben und Wirken
Iwai Akira trat unmittelbar nach dem Verlassen der Oberschule in die „Japanese National Railways“ (日本鉄道) ein und stieg auf vom Lokomotivassistenten zum Ingenieur. Im Zweiten Weltkrieg leistete er Militärdienst in China und wurde nach Kriegsende von dort in die Heimat entlassen.
Iwai schloss sich nach dem Krieg der Gewerkschaftsbewegung an. Er fand bei der „National Railway Workers’ Union“ (国鉄労働組合, Kokutetsu rōdō kumiai) – kurz „Kokurō“ (国労) – Anerkennung und wurde 1950 Chef des „Joint Fighting Department des National Railways Headquarters“ (国労本部共闘部, Kokurō hombu kyōtō-bu)  1951 wurde er Chef des Planungsbüros des Joint Fighting Departments und leitete von 1952 und 1952 den Jahresendstreik (末闘争, Mattōsō), worauf er, verurteilt, 1954 entlassen wurde.
In dieser Zeit engagierte Iwai sich innerhalb und außerhalb der Union für politische Linien der Friedensdebatte und unterstützte die „Drei Prinzipien des Friedens“ (平和三原則, Heiwa Sangensoku) des linken Flügels der Sozialistischen Partei. Bei der National Railway Workers’ Union lehnte er im Juni 1951 schließlich die rechtsgerichtete Linie von Hoshika Kaname (星加 要; 1909–1989) und anderen ab und schloss sich Takaragi Fumihiko (宝樹 文彦; 1920–2004) von der „Zenshin Labour Union“ (全逓信労働組合) und Hiragaki Miyoshi (平垣 美代司; 1917–1984) von der „Japan Teachers Union“ (日本教職員組合) an und wurde zur treibenden Kraft dafür, dass der „Generalrat der japanischen Gewerkschaften“ (日本労働組合総評議会, Nihon rōdō kumiai sōhyō gikai) – kurz „Sōhyō“ (総評) – sich nach links orientierte.
1955 wurde Iwai zum Generalsekretär ernannt, nachdem er die erneute Wahl von Takano Minoru (1901–1974) blockiert hatte. Seitdem regierte er 15 Jahre lang bis 1970, zusammen mit dem Vorsitzenden Ōta Kaoru (1912–1998), der von 1958 bis 1966, die Arbeitswelt. Die Etablierung der Frühjahrsstreiks (春闘, Shuntō), der „Ampo-Protest, die Führung des „Mitsui Miike Protest“, die Linksausrichtung der Sozialistischen Partei und anderes mehr waren seine Verdienste
Iwai erhielt 1970 den Internationalen Lenin-Friedenspreis. Er verfasste „Sōhyō to tomo ni“ (総評とともに) – etwa „Zusammen mit dem Generalrat“.